# Centenário do Sul
Centenário do Sul é um município brasileiro no norte do estado do Paraná.

## Histórico
A formação do povoado teve início entre os anos de 1943 e 1944. Os primeiros colonizadores vinham em busca da riqueza, em especial, de transações imobiliárias, agrícolas e comerciais. Entre os primeiros povoadores podem ser citados Pio Esteves Martins, que chegou em 1945 e construiu o primeiro rancho. No dia 20 de agosto de 1945, foi efetuada a demarcação de lotes urbanos e rurais pelo engenheiro Casimiro Leão, com a ajuda do agrimensor Margarido. 
A terra fértil atraiu grande número de homens de negócios, fazendeiros e agricultores. Destacam-se, entre outros, João de Carlos, João Ferreira dos Anjos, José Climácio da Silva, Benedito Anacleto Resende, Pedro Gonçalves da Silva, Horácio P. da Silva. No ano de 1947, entrou em funcionamento a primeira serraria, administrada por Caetano Belenda, a qual impulsionou grande desenvolvimento a esta localidade. 
Em 10 de outubro 1947, Centenário do Sul foi elevada a Distrito Administrativo através da Lei Estadual nº 02, em virtude da eleição de Jaguapitã a Município.
A primeira escola foi construída em 1948, tendo como professoras as senhoras Maria Guimarães da Cruz e Olívia Esteves Martins. Em 1949, Centenário do Sul, já contava com um campo de pouso para aviões de pequeno porte. Entre os anos de 1950 e 1952 a energia elétrica passou a chegar no Distrito através de um gerador instalado na serraria do Sr. Manuel de Freitas. O primeiro vigário foi Frei Francisco, que chegou em 1951. 
A rápida transformação de simples povoado a distrito dos mais populosos e promissores, fez com que fosse elevado a município no dia 14 de novembro de 1951. A instalação do município coincidiu com a abertura de grandes fazendas.
Dos primeiros comércios devem ser lembrados a Pensão Mineira e Hotel Minas Gerais, do Sr.Nicésio Ferreira Martins; Pensão e Hotel Central, do Sr. Anacleto de Almeida;

## Formação Administrativa
Pela Lei Estadual n° 2 de 11 de outubro de 1947, foi criado o Distrito Administrativo de Centenário do Sul, no Município de Jaguapitã. Pela Lei Estadual n° 790 de 14 de novembro de 1951, foi criado os limites do Município de Centenário do Sul. A Lei Estadual n° 1.542 de 14 de dezembro de 1953, criou o Distrito Judiciário de Vila Progresso, em Centenário do Sul, em 14 de dezembro de 1952, o Termo Posse Prefeito. A Lei Estadual n° 4.338 de 25 de janeiro de 1961, criou o Município de Vila Progresso, desmembrado de Centenário do Sul. A Lei Estadual n° 4.390 de 10 de julho de 1961, extingue o Município de Vila Progresso.

## Geografia
Possui uma área é de 371,835 km² representando 0,1866 % do estado, 0,066 % da região e 0,0044 % de todo o território brasileiro. Localiza-se a uma latitude 22°49'15" sul e a uma longitude 51°35'42" oeste. Sua população estimada em 2005 era de 10.281 habitantes.
| Município confinante de Centenário do Sul | Município confinante de Centenário do Sul | Município confinante de Centenário do Sul |
| ----------------------------------------- | ----------------------------------------- | ----------------------------------------- |
| Lupionópolis                              | Lupionópolis                              | Porecatu                                  |
| Lupionópolis                              |                                           | Miraselva                                 |
| Guaraci                                   | Guaraci                                   | Miraselva                                 |
| Municípios vizinhos de Centenário do Sul  |                                           |                                           |
| Lupionópolis 8.7 km                       | Cafeara 12.7 km                           | Guaraci 17.1 km                           |
| Nossa Senhora das Graças 20.6 km          | Santo Inácio 20.9 km                      | Miraselva 22.1 km                         |
| Porecatu 24 km                            | Florestópolis 24.1 km                     | Prado Ferreira 30.1 km                    |
| Santa Fé 32.5 km                          | Jaguapitã 33.4 km                         | Santa Inês 36.4 km                        |
| Colorado 37.3 km                          | Estrela do Norte 37.8 km                  | Alvorada do Sul 39.1 km                   |
| Munhoz de Melo 40.1 km                    | Lobato 41.2 km                            | Sandovalina 43.3 km                       |
| Itaguajé 43.3 km                          | Nantes 44.5 km                            | Astorga 45.1 km                           |

### Demografia
Dados do Censo - 2022
População Total: 10.836
Índice de Desenvolvimento Humano (IDH-M): 0,738
- IDH-M Renda: 0,634
- IDH-M Longevidade: 0,762
- IDH-M Educação: 0,817

### Economia
Tem como indústria dominante a de produtos alimentares, produtos minerais não metálicos e madeira.

## Esporte
A cidade de Centenário do Sul possuiu uma equipe no Campeonato Paranaense de Futebol, o Centenário Esporte Clube 